# Aartsbisdom Kampala

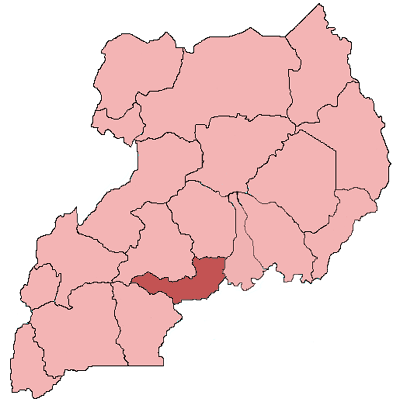
Het aartsbisdom Kampala binnen Oeganda

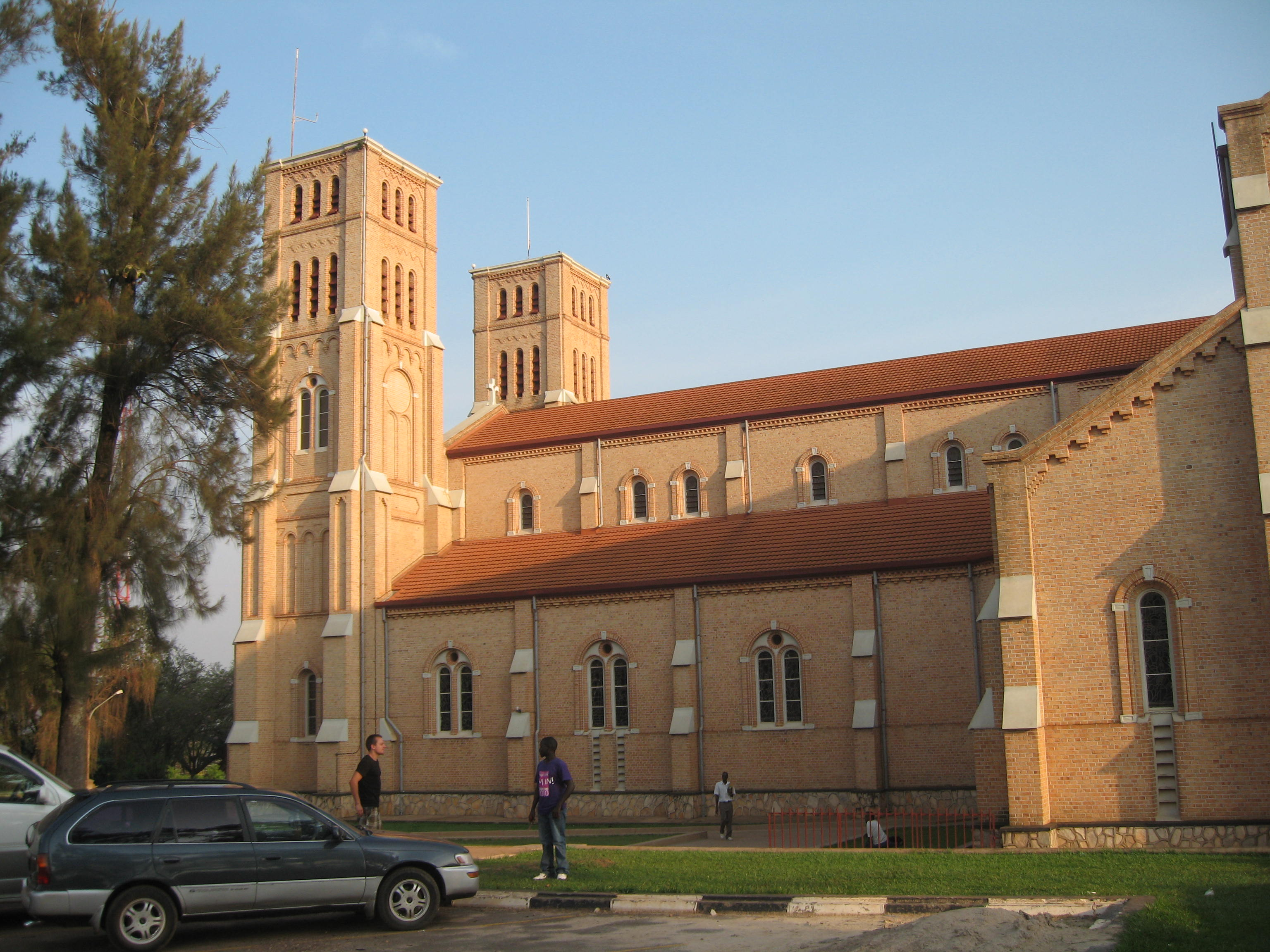
De kathedraal van St. Mary in het stadsdeel Rubaga van Kampala

Het aartsbisdom Kampala (Latijn: Archidioecesis Kampalaensis) is een rooms-katholiek aartsbisdom met als zetel Kampala in het zuiden van Oeganda. 
Het aartsbisdom is ontstaan uit het apostolisch vicariaat Nyanza, opgericht in 1880. Dat werd herdoopt in Victoria-Nyanza (1883), Northern Victoria Nyanza (1894) en Uganda (1915). In 1953 werd het verheven tot een aartsbisdom met de naam Rubaga. In 1966 werd dit het aartsbisdom Kampala. Het aartsbisdom omvatte het ganse land Oeganda in een kerkprovincie tot 1999, toen er drie andere kerkprovincies werden gecreëerd binnen Oeganda. Op 3 april 2021 overleed aartsbisschop Cyprian Kizito Lwanga.
Tororo heeft vier suffragane bisdommen die samen een kerkprovincie vormen:
- Bisdom Kasana-Luweero
- Bisdom Kiyinda-Mityana
- Bisdom Lugazi
- Bisdom Masaka

In 2019 telde het aartsbisdom 66 parochies. Het bisdom heeft een oppervlakte van 8.837 km² en telde in 2019 4.757.000 inwoners waarvan 41% rooms-katholiek was. 

## Aartsbisschoppen
- Louis Joseph Cabana, M. Afr. (1953-1960)
- Joseph Nakabaale Kiwánuka, M. Afr. (1960-1966)
- Emmanuel Kiwanuka Nsubuga (1966-1990)
- Emmanuel Wamala (1990-2006)
- Cyprian Kizito Lwanga (2006-2021)
- vacant